# رأس أوقاس
رأس أوقاس هو رأس بحري جزائري يقع في ولاية بجاية في بلدية أوقاس، يتشكل من قمة جبل ايما تادرارت، هي إحدى قمم جبال تيزي نبربر في بجاية وبها مغارة اوقاس العجيبة.

## وصف
يخترق الطريق الوطني رقم 9 (على مستوى النقطة الكيلومترية 26) الرأس بنفقين متوازيين، الجديد بعرض 10,6 م وعلو 8,2 م ليسمح بمسلك طريق ذو حارتين بعرض 4 م.

### جيولوجيا
يتكون نجد رأس أوقاس من الحجر الجيري الرمادي القاتم من العصر الجوراسي المبكر 

## تاريخ
شهد الرأس عدة إنهيارات صخرية (2015 أدى إلى مقتل ستة أشخاصً  وإصابة 17 آخرين) و 2019، وقد قامت مديرية الأشغال العمومية لولاية بجاية بأعمال صيانة وتقوية على مستوى هذا الرأس.